# Euphrasia regelii
Euphrasia regelii är en snyltrotsväxtart. Euphrasia regelii ingår i släktet ögontröster, och familjen snyltrotsväxter.

## Underarter
Arten delas in i följande underarter:
- E. r. kangtienensis
- E. r. regelii